# Lebeďák
Lebeďák je přírodní památka severně od obce Lhota Rapotina v okrese Blansko. Důvodem ochrany je zakrslá doubrava a skalní lada s významnou květenou.

## Flóra
Ve stromovém patře převládá porost druhého bukodubového stupně s převahou dubu zimního (Quercus petraea) s příměsemi habru (Carpinus) a javoru babyky (Acer campestre).
V bylinném patře se nachází bělozářka větevnatá (Anthericum ramosum), oman hnidák (Inula conyzae), kakost krvavý (Geranium sanguineum), tolita lékařská (Vincetoxicum hirundinaria), kopretina chocholičnatá (Tanacetum corymbosum), mochna písečná (Potentilla incana), plamének přímý (Clematis recta), sesel sivý (Seseli osseum) či rozchodník bílý (Sedum album).
Chráněné území zarůstá náletovými křovinami, které vytlačují teplomilné rostliny.

## Geologie
Podloží tvoří načervenalé permské slepence, které vystupují na povrch.
Půda je tvořena mělkými a silně vysychajícími rankrové kambizeměmi až rankry.

## Vodstvo
Jižně od chráněné oblasti teče říčka Bělá.

## Historie
V oblasti dříve probíhalo výmladkové hospodářství.

## Turistika
V blízkosti prochází červená turistická trasa ze Skalice nad Svitavou do Boskovic a dále do Drahan a Vyškova, od přírodní památky ji však odděluje tok říčky Bělé.

## Doprava
Jižní hranici přírodní památky tvoří Železniční trať Skalice nad Svitavou – Velké Opatovice.

## Fotogalerie

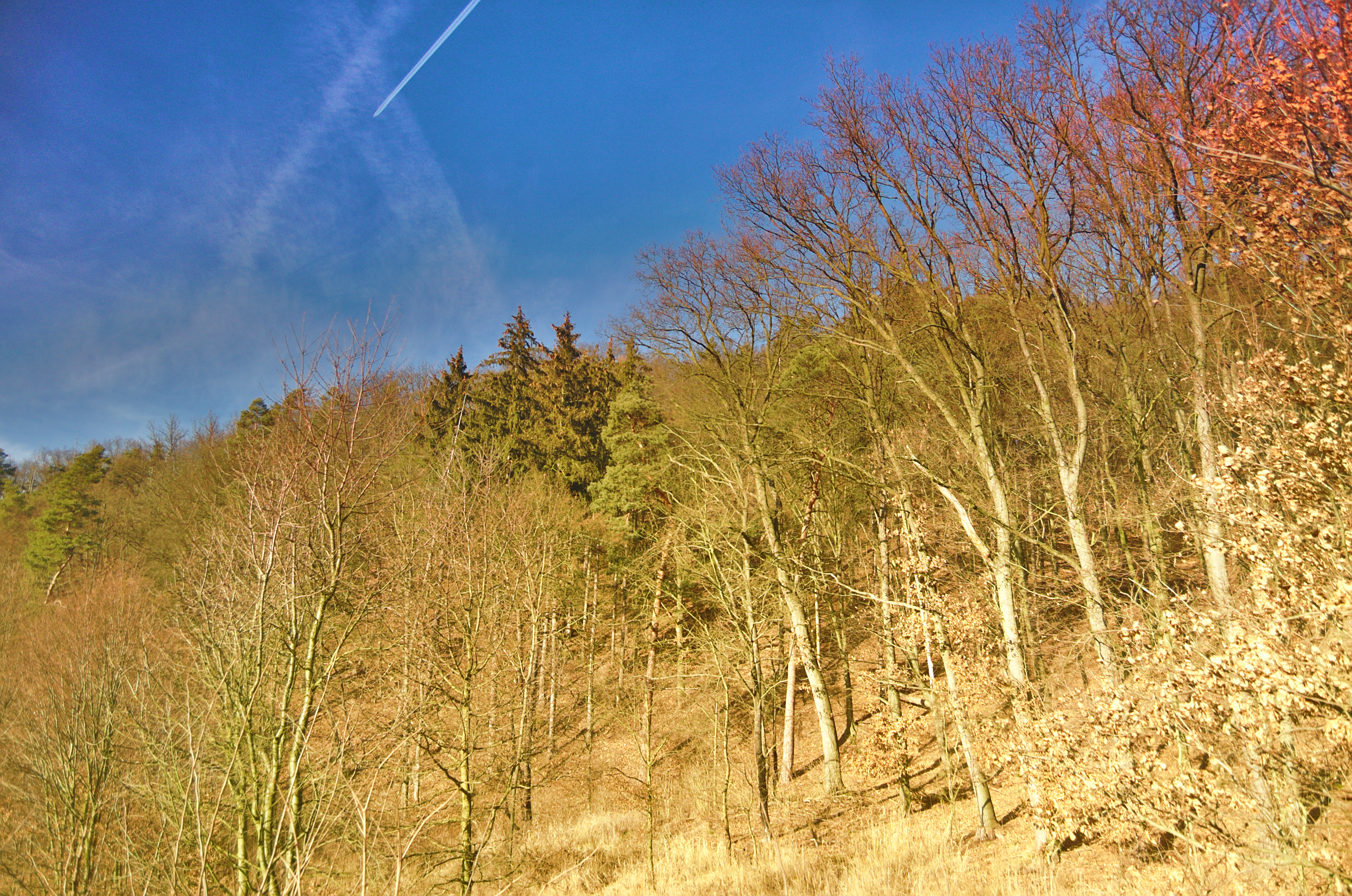
Pohled do lesa
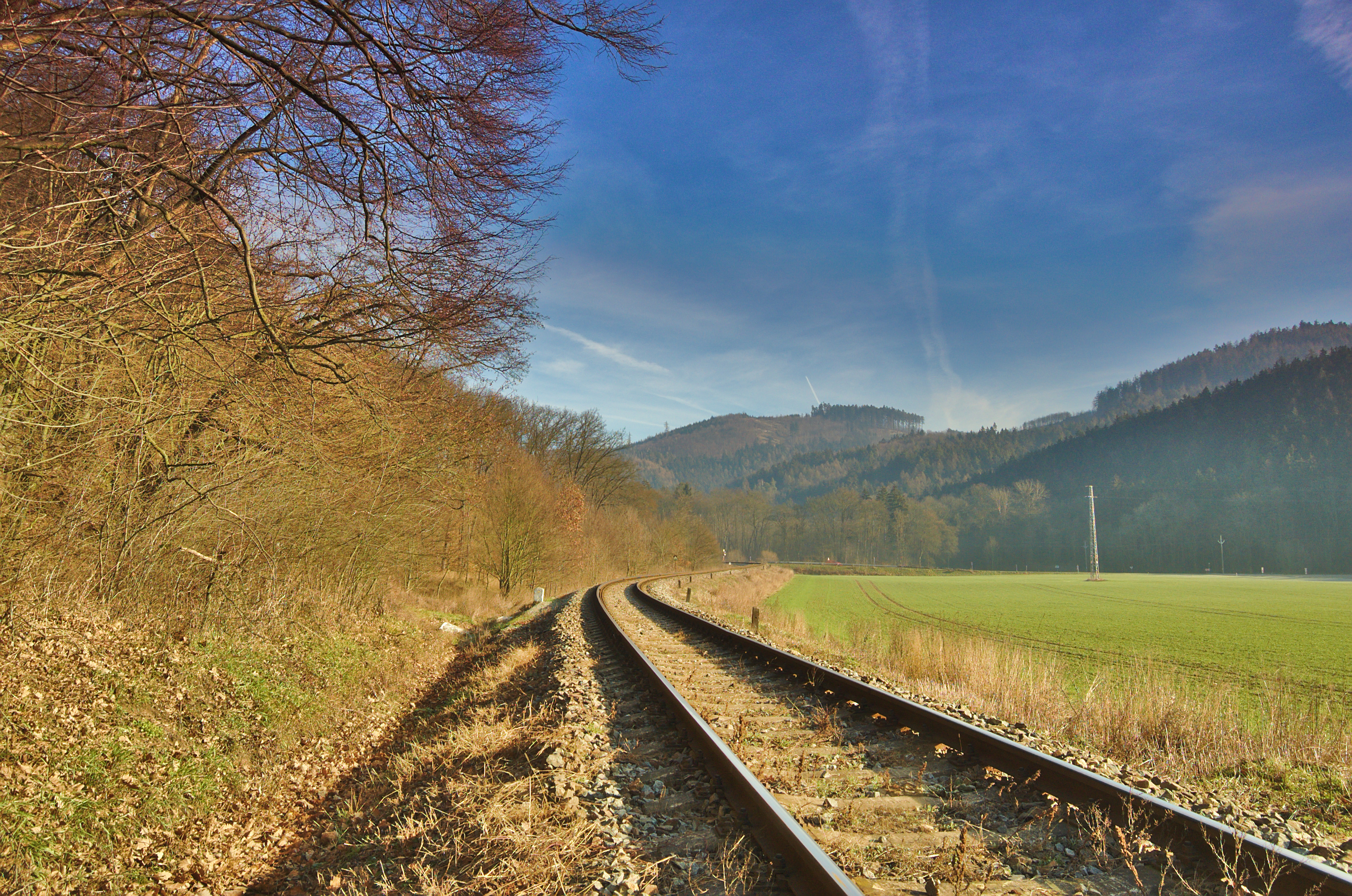
Železniční trať 262 vedoucí jižním okrajem přírodní památky